# Orion (Wisconsin)
Orion es un pueblo ubicado en el condado de Richland en el estado estadounidense de Wisconsin. En el Censo de 2010 tenía una población de 579 habitantes y una densidad poblacional de 6,17 personas por km².

## Geografía
Orion se encuentra ubicado en las coordenadas 43°14′50″N 90°22′59″O / 43.24722, -90.38306. Según la Oficina del Censo de los Estados Unidos, Orion tiene una superficie total de 93.81 km², de la cual 92.65 km² corresponden a tierra firme y (1.24%) 1.17 km² es agua.

## Demografía
Según el censo de 2010, había 579 personas residiendo en Orion. La densidad de población era de 6,17 hab./km². De los 579 habitantes, Orion estaba compuesto por el 98.1% blancos, el 0.17% eran afroamericanos, el 0.35% eran amerindios, el 0.17% eran asiáticos, el 0% eran isleños del Pacífico, el 0.69% eran de otras razas y el 0.52% pertenecían a dos o más razas. Del total de la población el 1.73% eran hispanos o latinos de cualquier raza.